# Prathersville
Prathersville és una població dels Estats Units a l'estat de Missouri. Segons el cens del 2000 tenia 111 habitants.

## Demografia
Segons el cens del 2000, Prathersville tenia 111 habitants, 47 habitatges, i 33 famílies. La densitat de població era de 19,1 habitants per km².
Dels 47 habitatges en un 29,8% hi vivien nens de menys de 18 anys, en un 70,2% hi vivien parelles casades, en un 0% dones solteres, i en un 27,7% no eren unitats familiars. En el 25,5% dels habitatges hi vivien persones soles el 17% de les quals corresponia a persones de 65 anys o més que vivien soles. El nombre mitjà de persones vivint en cada habitatge era de 2,36 i el nombre mitjà de persones que vivien en cada família era de 2,79.
Per edats la població es repartia de la següent manera: un 19,8% tenia menys de 18 anys, un 8,1% entre 18 i 24, un 29,7% entre 25 i 44, un 19,8% de 45 a 60 i un 22,5% 65 anys o més.
L'edat mediana era de 42 anys. Per cada 100 dones de 18 o més anys hi havia 89,4 homes.
La renda mediana per habitatge era de 34.063 $ i la renda mediana per família de 37.500 $. Els homes tenien una renda mediana de 47.917 $ mentre que les dones 28.125 $. La renda per capita de la població era de 20.745 $. Cap de les famílies i el 4% de la població estaven per davall del llindar de pobresa.

## Poblacions més properes
El següent diagrama mostra les poblacions més properes.